# Lê Minh Hưng
Lê Minh Hưng (sinh ngày 11 tháng 12 năm 1970) là một chính khách Việt Nam. Ông hiện là Ủy viên Bộ Chính trị khóa XIII, Bí thư Trung ương Đảng khóa XIII, Trưởng ban Tổ chức Trung ương Đảng Cộng sản Việt Nam, Đại biểu Quốc hội Việt Nam khóa XV.
Lê Minh Hưng là đảng viên Đảng Cộng sản Việt Nam, học vị Thạc sĩ Chính sách công, cao cấp lý luận chính trị.

## Xuất thân và giáo dục
Lê Minh Hưng sinh ngày 11 tháng 12, năm 1970, nguyên quán tại xã Sơn Tân (nay là xã Tân Mỹ Hà, huyện Hương Sơn, tỉnh Hà Tĩnh. Ông sinh ra và lớn lên trong một gia đình có truyền thống yêu nước, phục vụ Đảng Cộng sản Việt Nam, trong những năm cuối của Chiến tranh Việt Nam.
Từ thời niên thiếu, ông sống với gia đình và học phổ thông, đại học ở Hà Nội, tốt nghiệp cử nhân chuyên ngành ngôn ngữ và văn hóa Pháp tại Trường Đại học Ngoại ngữ, Đại học Quốc gia Hà Nội. Sau đó, ông tham dự khóa học về kinh tế thị trường và phân tích tài chính của Quỹ Tiền tệ Quốc tế (IMF) tại Trường Đại học Kinh tế Tài chính Thượng Hải, Trung Quốc, giai đoạn tháng 3 đến tháng 6 năm 1996. Từ tháng 10 năm 1996 đến tháng 9 năm 1997, ông theo học chuyên ngành thạc sĩ về lĩnh vực kinh tế tại trường Đại học Tổng hợp Saitama, Nhật Bản. Đến năm 1997, ông nhận bằng Thạc sỹ Chính sách công. Ông cũng thành thạo hai ngoại ngữ gồm tiếng Anh và tiếng Pháp.
Ngày 21 tháng 1 năm 2000, Lê Minh Hưng được kết nạp Đảng Cộng sản Việt Nam, đảng viên chính thức ngày 21 tháng 1 năm 2001, một năm sau đó. Trong quá trình hoạt động và công tác, ông theo học lý luận chính trị tại Học viện Chính trị Quốc gia Hồ Chí Minh, nhận bằng cao cấp lý luận chính trị.

## Sự nghiệp

### Ngân hàng Nhà nước

#### Thời kỳ đầu
Tháng 10 năm 1993, sau khi tốt nghiệp Đại học Sư phạm Ngoại ngữ, Đại học Quốc gia Hà Nội ông Hưng được tuyển dụng làm Chuyên viên Phòng Quỹ Tiền tệ Quốc tế, Vụ Quan hệ Quốc tế thuộc Ngân hàng Nhà nước Việt Nam. Ông bắt đầu sự nghiệp công tác của mình với chuyên ngành tài chính, tiền tệ, hoạt động nhiều năm trong lĩnh vực ngân hàng của Việt Nam.
Tháng 2 năm 1998, ông được phân công công việc hợp tác cùng Ngân hàng Phát triển châu Á, một ngân hàng quốc tế thuộc thể chế tài chính đa phương, hợp tác nhiều nước, trong đó có Việt Nam, cung cấp các khoản tín dụng và hỗ trợ kỹ thuật nhằm giúp các nước châu Á xóa đói giảm nghèo. Trong mối quan hệ hợp tác giữa Việt Nam với Quỹ Tiền tệ quốc tế, Ngân hàng Thế giới, Ngân hàng Phát triển châu Á được thiết lập và khơi thông. Giai đoạn 1998 – 2002, ông lần lượt là Phó phòng, Trưởng phòng của Phòng Ngân hàng Phát triển Châu Á; trao đổi, thỏa thuận, giao tiếp và đàm phán với nhiều hệ thống ngân hàng quốc tế.
Tháng 3 năm 2002, ông được bổ nhiệm làm Phó Vụ trưởng Vụ Hợp tác Quốc tế, Ngân hàng Nhà nước Việt Nam, tham gia công tác phụ trách quan hệ quốc tế về lĩnh vực tiền tệ của Ngân hàng Nhà nước. Ông được thăng chức thành Vụ trưởng Vụ Hợp tác Quốc tế giai đoạn sau đó và tiếp tục phụ trách cho đến năm 2009. Đến tháng 1 năm 2010, ông được bổ nhiệm làm Ủy viên Ban Cán sự Đảng, Vụ trưởng Vụ Tổ chức cán bộ, Ngân hàng Nhà nước Việt Nam Tháng 10 năm 2011, Thủ tưởng Nguyễn Tấn Dũng bổ nhiệm ông làm Phó Thống đốc Ngân hàng Nhà nước Việt Nam, tiếp tục là Ủy viên Ban Cán sự Đảng, công tác phụ giúp Ủy viên Trung ương Nguyễn Văn Bình, Bí thư Ban Cán sự Đảng, Thống đốc Ngân hàng Nhà nước. Ông được phân công phụ trách lĩnh vực ngoại hối và hợp tác quốc tế.

#### Thống đốc Ngân hàng Nhà nước
Vào ngày 26 tháng 1 năm 2016, tại Đại hội đại biểu toàn quốc lần thứ XII của Đảng Cộng sản Việt Nam, ông được bầu làm Ủy viên Ban Chấp hành Trung ương Đảng Cộng sản Việt Nam khóa XII, nhiệm kỳ 2016 – 2021. Bắt đầu một nhiệm kỳ mới, Trung ương và Thủ tướng Chính phủ Nguyễn Xuân Phúc đã giới thiệu và đề nghị ông vào vị trí Thống đốc Ngân hàng Nhà nước. Đến ngày 09 tháng 4 năm 2016, Quốc hội Việt Nam khóa XIV tiến hành bỏ phiếu kín, với tổng số phiếu đồng ý là 403/486, tỷ lệ tán thành 81,58%, phê chuẩn Lê Minh Hưng giữ vị trí Thống đốc. Ông được Đại tướng, Chủ tịch nước Trần Đại Quang bổ nhiệm giữ chức Thống đốc Ngân hàng Nhà nước Việt Nam thay cho Nguyễn Văn Bình chuyển công tác làm Trưởng Ban Kinh tế Trung ương Đảng Cộng sản Việt Nam. Bên cạnh đó, ông được Trung ương Bổ nhiệm làm Bí thư Ban Cán sự Đảng Ngân hàng Nhà nước, trở thành lãnh đạo Ngân hàng Nhà nước trẻ nhất Việt Nam khi mới 46 tuổi, đồng thời là cán bộ, công chức cấp Bộ trưởng, trưởng ngành trẻ nhất Chính phủ Việt Nam nhiệm kỳ 2016 – 2021 của Thủ tướng Nguyễn Xuân Phúc.
Trong gần một nhiệm kỳ đảm nhiệm vai trò lãnh đạo toàn diện ngành tài chính, ngân hàng của cả nước, Lê Minh Hưng và người phụ tá là Phó Thống đốc Nguyễn Thị Hồng đã chỉ đạo nhiều chính sách đối mặt vấn đề của tiền tệ Việt Nam, gồm: kiểm soát lạm phát, tái cơ cấu các ngân hàng yếu kém, giảm lãi suất, nắn dòng tín dụng vào sản xuất kinh doanh, giảm nợ xấu. Đến năm 2020, nợ xấu nội bảng của hệ thống các tổ chức tín dụng tiếp tục được xử lý, kiểm soát và duy trì ở mức dưới 3,0 %. Tình hình nợ xấu được quản lý có hệ thống, chủ trương tái cơ cấu tổ chức tín dụng được nỗ lực thực hiện, song còn gặp nhiều khó khăn.
Ngày 11 tháng 11 năm 2020, Thủ tướng Nguyễn Xuân Phúc có tờ trình đề nghị Quốc hội khóa XIV phê chuẩn việc miễn nhiệm chức vụ cho Thống đốc Ngân hàng Nhà nước Lê Minh Hưng. Ông được thông qua, miễn nhiệm, kết thúc hơn 20 năm công tác trong lĩnh vực tài chính, tiền tệ và ngân hàng, bước sang một giai đoạn sự nghiệp mới.

### Trung ương Đảng

#### Văn phòng Trung ương
Trong sự nghiệp của mình, chính khách Lê Minh Hưng công tác ở cả tổ chức Đảng và Nhà nước. Tháng 11 năm 2014, Trung ương quyết định điều chuyển ông giữ chức vụ Phó Chánh Văn phòng Trung ương Đảng, thôi nhiệm Phó Thống đốc Ngân hàng Nhà nước. Giai đoạn này, ông công tác ở Văn phòng Trung ương Đảng những năm 2014 – 2016, hỗ trợ Chánh Văn phòng Trung ương Trần Quốc Vượng.
Đến cuối năm 2020, trong giai đoạn chuỗi các Đại hội Đảng bộ từ địa phương đến Trung ương, chuẩn bị cho Đại hội Đảng toàn quốc khóa XIII, ngày 15 tháng 10 năm 2020, Bộ Chính trị Ban Chấp hành Trung ương quyết định điều động, phân công Lê Minh Hưng, Thống đốc Ngân hàng Nhà nước Việt Nam, giữ chức Chánh Văn phòng Trung ương Đảng, thay cho Nguyễn Văn Nên, được giới thiệu để bầu làm Bí thư Thành ủy Thành phố Hồ Chí Minh. Ông công tác với nhiệm vụ tham mưu, giúp việc Ban Chấp hành Trung ương, trực tiếp là Bộ Chính trị, Ban Bí thư trong tổ chức, điều hành công việc lãnh đạo của Đảng, phối hợp, điều hòa hoạt động của các cơ quan tham mưu của Trung ương Đảng, tham mưu về nguyên tắc và chế độ quản lý tài chính, tài sản của Đảng, trực tiếp quản lý tài chính, tài sản của các cơ quan đảng Trung ương và bảo đảm hậu cần phục vụ hoạt động của Trung ương Đảng; đồng thời là một trung tâm thông tin tổng hợp phục vụ lãnh đạo.

#### Ban Bí thư Trung ương
Ngày 30 tháng 1 năm 2021, tại phiên bầu cử Đại hội Đảng toàn quốc lần thứ XIII, ông được bầu làm Ủy viên chính thức Ban Chấp hành Trung ương Đảng Cộng sản Việt Nam khoá XIII. Ngày 31, tại phiên họp đầu tiên của Trung ương Đảng khóa XIII, ông được bầu làm Bí thư Trung ương Đảng khóa XIII.
Ngày 23 tháng 11 năm 2021, Tại Quyết định số 379-QĐNS/TW, Bộ Chính trị quyết định phân công ông Lê Minh Hưng, Bí thư Trung ương Đảng, Chánh Văn phòng Trung ương Đảng kiêm giữ chức Ủy viên Ban Chỉ đạo Trung ương về phòng, chống tham nhũng, tiêu cực.

#### Trưởng Ban Tổ chức Trung ương
Ngày 16/5, Bộ Chính trị phân công ông Lê Minh Hưng, Bí thư Trung ương Đảng, Chánh Văn phòng Trung ương Đảng giữ chức Trưởng Ban Tổ chức Trung ương, kiêm Chánh Văn phòng Trung ương Đảng.

#### Ủy Viên Bộ Chính trị
Ngày 16/5, tại Hội nghị lần thứ 9, Ban Chấp hành Trung ương Đảng khóa XIII, đã bầu đồng chí Lê Minh Hưng, Bí thư Trung ương Đảng, Trưởng Ban Tổ chức Trung ương, Chánh Văn phòng Trung ương Đảng giữ chức Ủy viên Bộ Chính trị khóa XIII. Sáng 3/6/2024, tại Trụ sở Văn phòng Trung ương Đảng đã diễn ra Hội nghị công bố Quyết định của Bộ Chính trị điều động, phân công ông Nguyễn Duy Ngọc giữ chức Chánh Văn phòng Trung ương Đảng thay ông Lê Minh Hưng.

### Đại biểu Quốc hội khóa XV
7/2021: Hội đồng bầu cử quốc gia công bố ông Lê Minh Hưng trúng cử đại biểu Quốc hội khóa XV.

## Gia đình
- Bác của ông là Anh hùng Lực lượng vũ trang nhân dân Lê Bình.
- Thân sinh của ông là Thượng tướng Lê Minh Hương, nhà hoạt động cách mạng, nguyên Ủy viên Bộ Chính trị, Bộ trưởng Bộ Công an, mẹ là Phạm Thị Hiền.[20]
- Anh trai đầu của ông là Trung tướng Lê Minh Hùng, nguyên Cục trưởng Cục Cảnh sát quản lý tạm giữ, tạm giam và thi hành án hình sự tại cộng đồng, Bộ Công an Việt Nam.
- Anh trai sau là Thiếu tướng Lê Minh Hà, hiện là Phó Chủ nhiệm Thường trực Uỷ ban kiểm tra Đảng ủy công an Trung ương.[21]